# Berlinaren
Der Berlinaren (schwedisch für „Der Berliner“) war ein von 1968 bis 1995 zwischen Deutschland und Schweden über die Königslinie verkehrender Fernzug. Er verkehrte in dieser Zeit immer zwischen Berlin und Malmö und war über Jahrzehnte die wichtigste Tagesverbindung auf dieser Verbindung.

## Geschichte
Eingeführt wurde der Berlinaren mit dem Sommerfahrplan 1968, zunächst mit den Zugnummern Ext 121/122. In Richtung Malmö fuhr der Zug am frühen Nachmittag in Berlin Ostbahnhof ab und kam in Malmö am späten Abend an. Der Gegenzug verließ Malmö am Morgen und kam am späten Nachmittag in Berlin an. Bedient wurde der Zuglauf mit Schnelltriebwagen der DR-Baureihe VT 18.16, zwischen Berlin und Stralsund fuhr der Berlinaren in beiden Richtungen anders als die Mehrzahl der Fernzüge zwischen beiden Städten nicht auf der Strecke über Angermünde und Greifswald, sondern auf der Berliner Nordbahn über Neustrelitz und Neubrandenburg. Mit dem Winterfahrplan 1970/71 zog die Deutsche Reichsbahn (DR) die VT 18.16 vom Berlinaren ab und wandelte den Zuglauf in einen lokbespannten Zug um. Dementsprechend änderte sich die Zugnummer auf Ex 121/122.
Zum Sommerfahrplan 1973 änderte sich die Zugnummer erneut, auf Ex 316/317. Diese Zugnummer behielt der Berlinaren bis zum Ende des Jahresfahrplans 1994/95, ab 1979 jedoch lediglich noch als Schnellzug D 316/317. 1973 verschob die DR auch die Fahrplanlage, der Berlinaren begann seine Fahrt in Berlin nun am frühen Morgen und kam erst spätabends wieder in Berlin an. Zudem erhielt er einen Kurswagen nach bzw. ab Stockholm, der bis 1979 im Fahrplan blieb. Ein Jahr später änderte sich der Laufweg des Zuges in Berlin. Um die Nachfrage zwischen West-Berlin und Schweden besser abzudecken, erhielt der Berlinaren ab 1974 den Bahnhof Berlin Zoologischer Garten als Start- und Zielbahnhof. Für den kurzen Abschnitt zwischen Ostbahnhof und Bahnhof Zoo vergab die Reichsbahn die neue Zugnummer Ex 1316/1317. Bis etwa Mitte der 1970er Jahre war der Zuglauf zudem nicht für den Binnenverkehr innerhalb der DDR freigegeben.
Die Durchbindung nach West-Berlin endete 1981, es verblieb eine Kurswagengruppe, die je nach Fahrplanjahr und Richtung weiter eigenständig als D 1316/1317 oder als Teil des Kurswagenzubringers zum „Neptun“ (Berlin–Warnemünde–Gedser–Kopenhagen) geführt wurde. Zum Sommerfahrplan dieses Jahres setzte die DR ein neues Konzept für die Verbindung über die Königslinie um. Der Berlinaren erhielt wieder seine ursprüngliche Zeitlage. Hinzu kam ein neuer D 314/315, mit dem der Berlinaren bzw. die darin eingesetzten durchgehenden Wagen zwischen Malmö, Berlin und Dresden in einem gemeinsamen Umlaufplan geführt wurden. Der Berlinaren wurde südwärts über Berlin hinaus bis Dresden geführt, wenn auch ohne Führung des Namens, nordwärts verkehrte er weiter ab Berlin. Umgekehrt verkehrte der D 314 von Dresden bis Malmö und der D 315 von Malmö bis Berlin. In Richtung Malmö führte der Berlinaren zudem ab 1981 einen Schlafwagen als Kurswagen nach Stockholm, der in der Gegenrichtung im Saßnitz-Express lief. 1985 entfielen D 314/315 wieder und die weiterhin als „Berlinaren“ bezeichneten D 316/317 verkehrten ausschließlich zwischen Malmö und Berlin. Dieses Konzept blieb so bis 1995 weitgehend erhalten, lediglich der Kurswagen nach Stockholm entfiel ab 1991. In den 1980er Jahren führte der Berlinaren zudem in einigen Fahrplanjahren an einzelnen Tagen einen Schlafwagenkurs der sowjetischen Staatsbahnen SŽD von Stockholm nach Moskau und 1985 einen Schlafwagen der Jugoslovenske Železnice (JŽ) von Belgrad nach Malmö. Ab Sommer 1989 verkehrte der Berlinaren zudem nicht mehr über Neubrandenburg, sondern über Angermünde und Greifswald. Mit dem Jahresfahrplan 1995/96 wandelte die nunmehrige Deutsche Bahn AG den Berlinaren in einen Interregio um, der nach dem deutschen Schriftsteller Kurt Tucholsky benannt wurde. Dieser verblieb bis 2001 auf der Königslinie, wobei er zwischen 1996 und 1999 wieder über Neubrandenburg geführt wurde. Ein Jahr vor der Einstellung wurde der Zuglauf noch bis und ab Leipzig Hbf verlängert.

## Fahrzeugeinsatz

### Triebwagen
Die Schnelltriebwagen der DR-Baureihe VT 18.16 verkehrten zwischen 1968 und 1970 als „Berlinaren“. Sie wurden durchgehend von Lokomotivführern der DR gefahren, auf dem kurzen Abschnitt zwischen Trelleborg und Malmö stellte die SJ einen Lotsen.

### Lokomotiven
Als Lokomotiven kamen bei der DR nach der Umstellung auf einen lokomotivbespannten Wagenzug bis 1979 überwiegend die im Bahnbetriebswerk Stralsund beheimateten ölgefeuerten Reko-Lokomotiven der DR-Baureihe 03.00 zum Einsatz, in einzelnen Jahren auch die Diesellokomotiven der DR-Baureihe V 180. Nach Ausmusterung der Baureihe 03.00 bespannten vorwiegend die neueren Diesellokomotiven der DR-Baureihe 132 den Berlinaren, daneben aber auch weiterhin die nun als Baureihe 118 bezeichneten V 180. Die Strecke zwischen Berlin und Saßnitz über Angermünde und Greifswald war ab Mai 1989 durchgehend elektrifiziert. Mit der neuen Führung über diese Strecke konnte die Reichsbahn daher die Bespannung des Berlinaren auf elektrische Lokomotiven der DR-Baureihe 243 umstellen. Ab Ende der 1990er Jahre kam mit der Aufteilung des Fuhrparks der DB AG auf die verschiedenen Geschäftsbereiche die bei der DB AG als Baureihe 112 eingeordneten Lokomotiven der Reihe 212 zum Einsatz, da die Baureihe 243 dem Geschäftsfeld Nahverkehr, der heutigen DB Regio AG, zugeordnet wurde.

### Wagenpark
Mit Umwandlung in einen lokbespannten Zug übernahm die Reichsbahn ab 1970 überwiegend die Stellung des Wagenparks, der in der Regel aus Sitzwagen beider Klassen und einem Speisewagen bestand. Lediglich der in den 1970er Jahren eingesetzte Kurswagen Berlin – Stockholm wurde in einigen Fahrplanperioden von der schwedischen Statens Järnvägar (SJ) gestellt. Zwischen 1977 und 1979 kamen zudem zur Kapazitätssteigerung zwischen Berlin und Saßnitz zusätzlich Wagen der ungarischen MÁV zum Einsatz, die in einem gemeinsamen Umlauf mit dem Meridian geführt wurden. Bis zur etwa Mitte der 1970er Jahre erfolgten Freigabe für den Binnenverkehr bestand der Berlinaren in der Regel aus wenigen Wagen, meist zwei Sitzwagen und einem Speisewagen. Lediglich die Sitzwagen wurden über die Ostsee trajektiert. Mit der Freigabe für den Binnenverkehr erhielt der Zug zwischen Berlin und Stralsund eine Binnenverkehrsgruppe, teilweise auch bis Bergen auf Rügen und als Kurswagen nach bzw. von Binz, die vor allem im Sommer den Zug auf teils bis zu 14 Wagen verstärkten.
Die Reichsbahn setzte in den 1970ern als Sitzwagen im Berlinaren zunächst ausschließlich ihre neuesten Wagen ein, im Waggonbau Bautzen gefertigte UIC-Y-Wagen. Als Speisewagen wurde zunächst ein Neubauwagen des Waggonbau Görlitz eingesetzt, der aber ab 1971 durch einen Modernisierungswagen der Gattung Bgre mit Buffetraum ersetzt wurde. Ab Mitte der 1970er Jahre kamen auch weitere Modernisierungswagen als reine Sitzwagen zum Einsatz. Ein Speisewagen kam dann wieder ab 1981 in Form eines Reko-Speisewagens zum Einsatz, zunächst nur im D 317 von Saßnitz bis Berlin, ab 1985 auch im Gegenzug D 316. Ab 1979 wurden die Modernisierungswagen durch Halberstädter Mitteleinstiegswagen ersetzt, zunächst im D 317 nach Berlin, ab 1981 auch im D 316 nach Malmö. Bedingt durch den gemeinsamen Umlauf mit dem D 314/315 und die Führung von Verstärkungswagen im Binnenverkehr unterschied sich die Zugbildung des Berlinaren je nach Richtung. So kamen Modernisierungswagen noch bis 1990 in der Binnenverkehrsgruppe zwischen Berlin und Saßnitz zum Einsatz, während in der Gegenrichtung bereits ab 1981 fast ausschließlich neuere Wagen aus Bautzen und Halberstadt zum Einsatz kamen. Hinzu kamen die je nach Fahrplanjahr unterschiedlichen Schlafwagenumläufe der MITROPA, der JŽ und der SŽD.